# Noranda (compagnie minière)
Noranda Inc. était une compagnie minière et métallurgique canadienne.

## Histoire
Elle fait ses débuts à Rouyn-Noranda, au Québec.
Dans ses premières années, la compagnie Noranda a bénéficié d’un prêt de 3 millions de dollars de la part de la Hollinger Consolidated Gold Mines, une société minière ontarienne. Ce type d’investissement s’inscrivait dans une stratégie plus large des entreprises minières ontariennes, qui réinvestissaient certains de leurs profits pour assurer une continuité de leurs revenus en soutenant le développement de nouvelles exploitations en Abitibi.
Noranda Inc. était cotée à la Bourse de Toronto (TSX) sous le symbole NRD.LV et à la Bourse de New York (NYSE) sous le symbole NRD. En 2005, après avoir acquis sa rivale Falconbridge, Noranda a fusionné avec cette dernière et l’entreprise combinée a poursuivi ses activités sous le nom de Falconbridge Limited. Cette fusion a entraîné la cessation de l'utilisation des symboles NRD.LV et NRD sur les marchés boursiers. L'année suivante, en 2006, Falconbridge Limited a été acquise par la société suisse Xstrata, ce qui a conduit à son retrait définitif des bourses.

## Archives
Le fonds d'archives Fonderie Horne est conservé au centre d'archives de Rouyn-Noranda de Bibliothèque et Archives nationales du Québec.